# Glòria Velat i Badia
Glòria Velat i Badia (Barcelona, 1915 - ?, 18 de març de 1988) fou una jugadora d'escacs catalana.
Era filla de Josep Velat i Rodríguez mort l'any 1933 a Barcelona i de Concepció Badía i Campins (filla de Joaquim Badia i Andreu). Fou pionera dels escacs a Catalunya i a Espanya, i la gran dominadora dels escacs femenins a Catalunya en les dècades de 1930 i 1940.
S'inicià al començament de la dècada de 1930 al Club Escacs Barcelona, i jugà durant més de cinc dècades. Fou campiona de Catalunya sis cops (1935, 1936, 1942, 1943, 1949, 1952). Guanyà la primera edició del Campionat d'Espanya (1950) i en fou subcampiona en tres ocasions (1953, 1965, 1973).
Va participar al Torneig Internacional d'Escacs Femenins de Barcelona de 1949, en què va quedar en 7a posició (la campiona fou Eileen Betsy Tranmer, en aquell moment campiona d'Anglaterra).

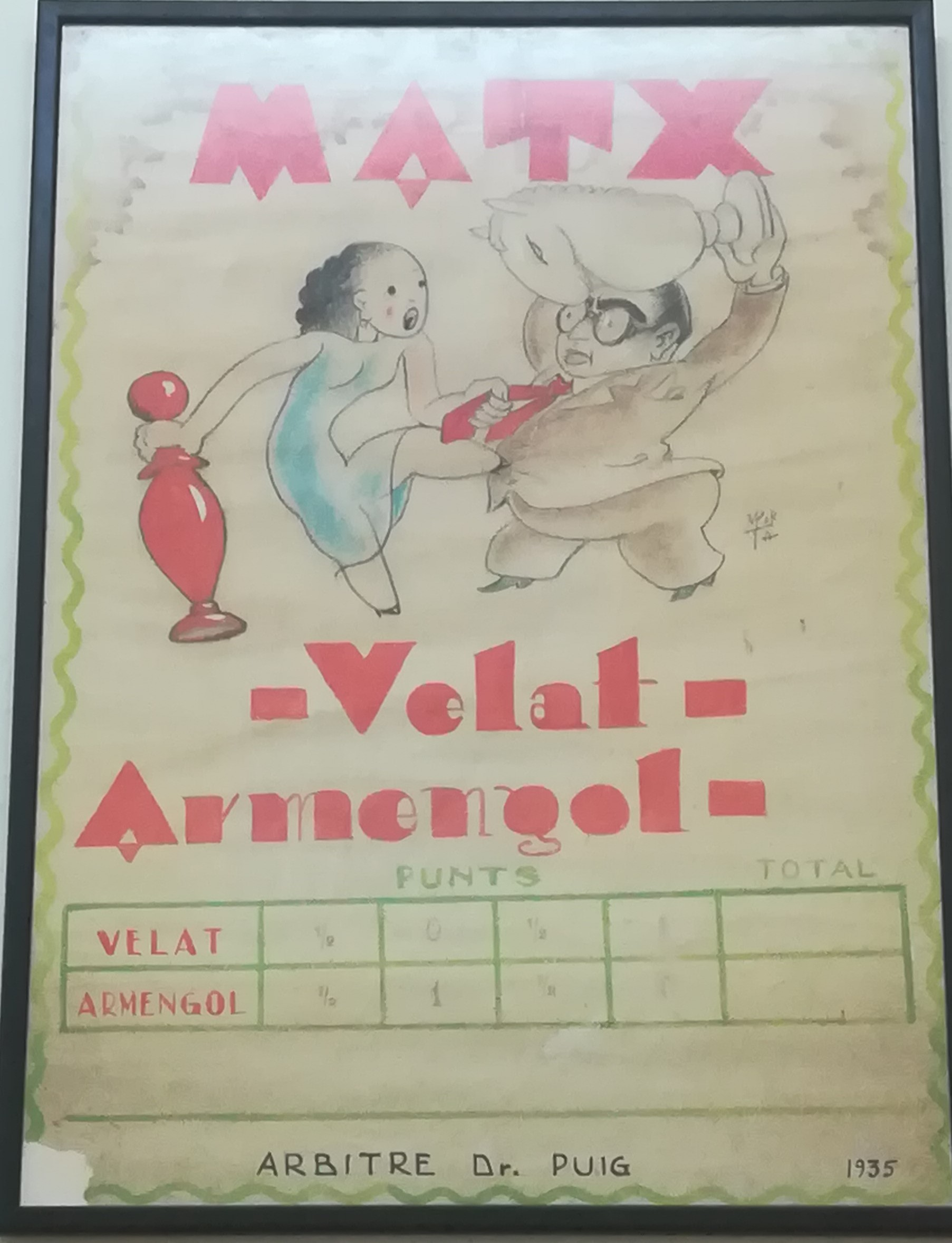
Caricatura del matx Velat - Armengol, de 1935, arbitrat pel Dr. Puig al Club d'Escacs Barcelona-Vulcà